# コーレット-ハーグの法則
コーレット-ハーグの法則（コーレット-ハーグのほうそく、英: Corlett–Hague rule）は次善の理論に従う最適課税の経済学における法則であり、最適課税が「余暇の補完財」（英: complementary goods of leisure）に課税することにより、供給の歪みの動機を減らすことで達成できることを述べるものである。フランク・ラムゼイによって導かれた最適課税の原理から導かれて1953年にW.J.コーレットとダグラス・ハーグによって展開された。コーレット-ハーグの法則は物品税や資本所得税のようなものにおける租税政策において様々に応用される。